# Municipio de Moreau (condado de Cole)
Moreau Township es un municipio del condado de Cole, Misuri, Estados Unidos. Según el censo de 2020, tiene una población de 2761 habitantes.
Tiene un código censal Z1, que indica que no está en funcionamiento (non-functioning county subdivision).

## Geografía
La subdivisión está ubicada en las coordenadas 38°30′32″N 92°24′36″O / 38.50889, -92.41000. Según la Oficina del Censo de los Estados Unidos, tiene una superficie total de 167.93 km², de la cual 167.84 km² corresponden a tierra firme y 0.09 km² son agua.

## Demografía
Según el censo de 2020, hay 2761 personas residiendo en la zona. La densidad de población es de 16.45 hab./km². El 98.8% de los habitantes son blancos, el 0.3% son afroamericanos, el 0.5% son amerindios, el 0.2% son asiáticos, el 0.1% son isleños del Pacífico, el 0.8% son de otras razas y el 5.3% son de una mezcla de razas. Del total de la población, el 1.3% son hispanos o latinos de cualquier raza.